# Ogdoád

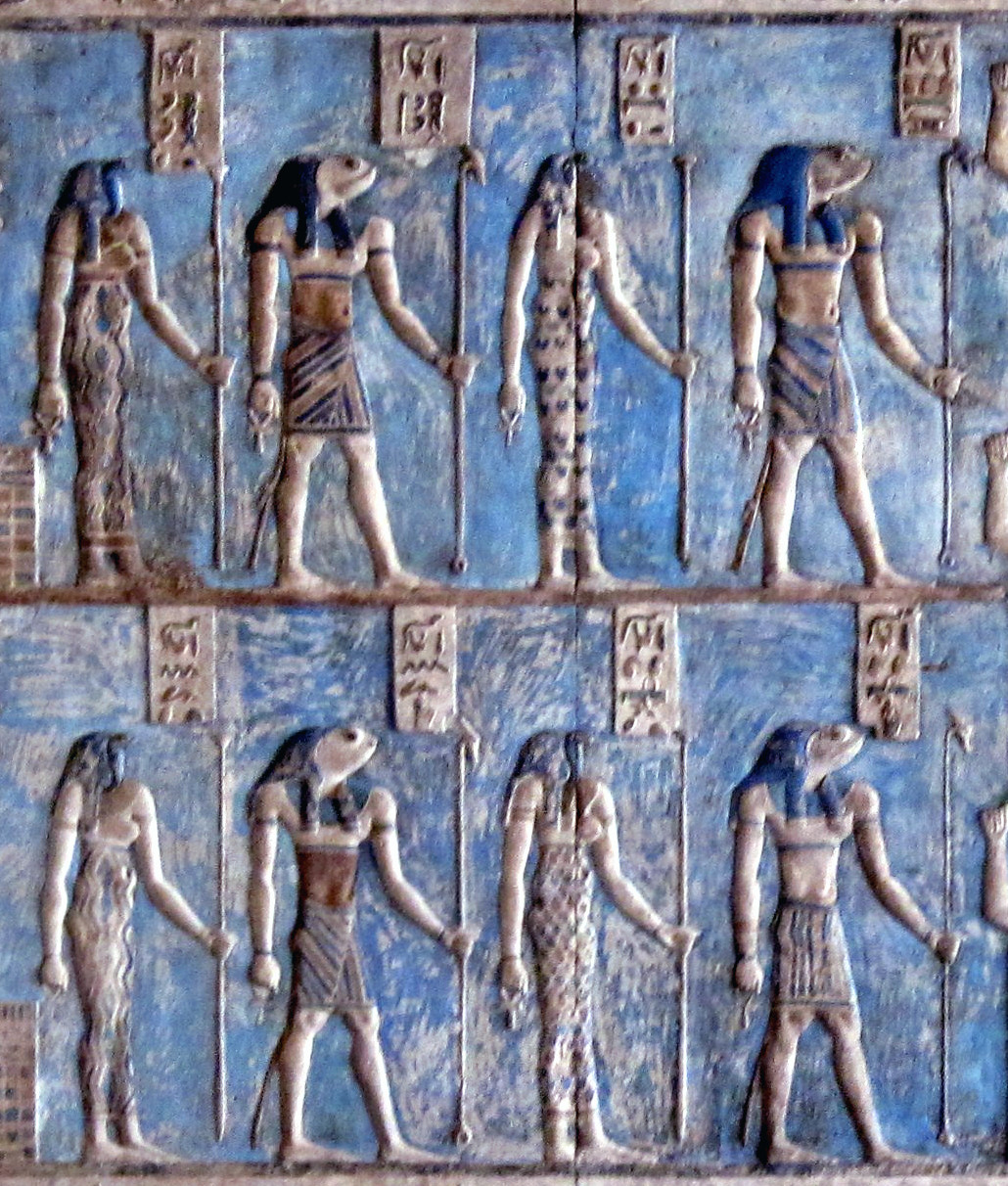
Az Ogdoád a denderai Hathor-templomban

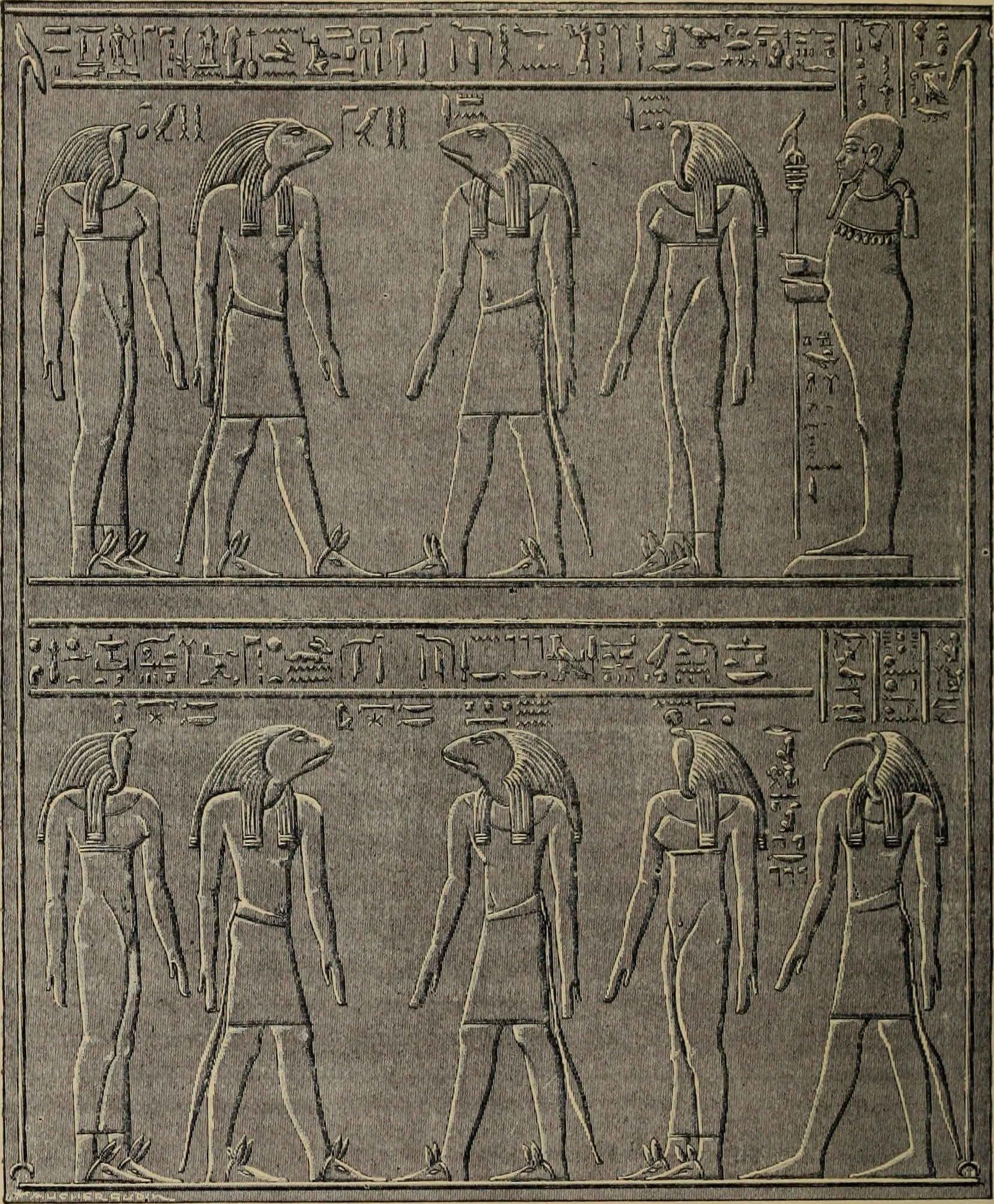
Az Ogdoád a philae-i templomban

Az Ogdoád (ὀγδοάς, „nyolcak”; eredeti egyiptomi nevükön ḫmnỉw) az egyik ókori egyiptomi teremtéstörténetben, a hermopoliszi teremtésmítoszban szereplő nyolc istenség. A teremtés előtti őskáosz legfőbb jellemzőit testesíti meg négy istenpár. Egyes forrásokban az Ogdoád a teremtő elemeket jelképezi, máshol ők azok az erők, melyeket a teremtőnek le kell győznie a teremtés megkezdéséhez; van, ahol a teremtés létrejötte egyben az ő halálukat is jelenti, és az őskáoszból kiemelkedő domb nemcsak a világ elsőként keletkező helye, hanem egyben az ő sírjuk is.
Az Ogdoádot már az óbirodalom idején említik, de úgy tűnik, már a korszak végén létrejött Piramisszövegek keletkezésekor nagyrészt feledésbe merültek, és főként a helyi teológusok ismerték őket. A középbirodalmi Koporsószövegek gyakran említik őket. Legkorábbi ismert képi ábrázolásuk csak jóval későbbről, az újbirodalom idején élt I. Széthi korából származik; úgy tűnik, ekkor újrafelfedezték őket a hermopoliszi teológusok, akiknek célja egy kidolgozottabb teremtéstörténet megalkotása volt. A későkori szövegekben a férfi isteneket béka-, az istennőket kígyófejűként említik. A ptolemaida kori reliefeken gyakorta így is ábrázolják őket. Városuk, Hermopolisz ókori neve Hemenu, mely nyolcat jelent, utalva a nyolc istenségre.
Időnként egy istent az isteni nyolcasság teremtőjének tekintettek, ez lehetett Ptah, Thot, vagy Ámon, aki később az Ogdoádtól függetlenül is nagy jelentőségre tett szert és az újbirodalom idejére Egyiptom főistene lett. Az Ámont teremtőként említő szövegek a negyedik istenpár helyére másikat helyettesítenek be.
Egy másik jelentős istencsoport az egyiptomi vallásban a héliopoliszi enneád, azaz kilencség.

## Az istenek
Az Ogdoádot mindig nyolc istenség alkotja (négy férfi-nő páros), de nevük forrásonként eltérő lehet. A leggyakrabban ők alkotják a nyolcasságot:
| W24 · W24 · W24 · N1 | N35A | A40 |

| W24 · W24 · W24 · N1 | N35A | A40 |

| W24 · W24 · W24 · N1 | N35A | X1 · H8 | B1 |

| W24 · W24 · W24 · N1 | N35A | X1 · H8 | B1 |

| V31 · V31 | y | G43 | N2 | A40 |

| V31 · V31 | y | G43 | N2 | A40 |

| V31 · V31 | y | G43 | N2 | X1 · H8 | B1 |

| V31 · V31 | y | G43 | N2 | X1 · H8 | B1 |

| V28 | V28 | G43 | A40 |

| V28 | V28 | G43 | A40 |

| V28 | V28 | G43 | X1 · H8 | B1 |

| V28 | V28 | G43 | X1 · H8 | B1 |

| i | mn · n |

| i | mn · n |

| i | mn · n | t · H8 | B1 |

| i | mn · n | t · H8 | B1 |

A férfi és női istenség neve ugyanazt jelenti, csak a nemet jelző végződés tér el. Nun és Naunet neve mellett az ég és a víz jelentésű determinatívum áll, amiből nyilvánvaló, hogy az ősvizet jelképezik. Huh és Hauhet neve mellett nincs determinatívum; Brugsch feltételezése szerint (1885) a nevek egy meghatározatlan vagy végtelen számra utalnak, és a ḥeḥ fogalma hasonló a görög eonhoz. Pár, Huhot említő szövegkörnyezet alapján azonban Brugsch azt is felvetette, hogy a két név talán az ég és föld közti atmoszféra megszemélyesítése (akárcsak Su). Kuk és Kauket neve mellett az égboltot jelző determinatívumnak az a változata áll, amely általában sötétséget és homályt jelent, és a keku szó jelentése „sötétség”, ami azt sugallja, ez a két istenség az őseredeti sötétséget jelképezte, hasonlóan a görög Ereboszhoz.
A negyedik helyen álló istenpár nem mindig Ámon és Amaunet, hanem előfordulnak a következőek is:
- Gereh és Gerehet, a hiány (állhatnak Kuk és Kauket helyén is),
- Tenem és Tenemet, a tévelygés,
- Nia és Niat, az üresség vagy tagadás.

A gereh általános jelentése éjszaka, de a név mellett álló determinatívum, melynek jelentése „megállít, megtagad”, arra is utal, inaktivitást, tétlenséget jelent.